# أماندا هووبر
أماندا هووبر (بالإنجليزية: Amanda Hooper) هي لاعب هوكي الحقل نيوزيلندية، ولدت في 1980 في إقليم سوثلاند في نيوزيلندا، وتوفيت في 22 فبراير 2011 في كرايستشرش في نيوزيلندا.

## روابط خارجية
- أماندا هووبر على موقع اتحاد ألعاب الكومنولث (مؤرشف) (الإنجليزية)